# Straight Shootin'
Pour plus de détails, voir Fiche technique et Distribution.
Straight Shootin' est un film américain réalisé par William Wyler, sorti en 1927.

## Synopsis
Des mineurs se défendent contre de bandits qui veulent les racketter.

## Fiche technique
- Titre français : Straight Shootin'
- Réalisation : William Wyler
- Scénario : William Berke et Gardner Bradford
- Pays d'origine : États-Unis
- Format : Noir et blanc - 1,33:1 - Film muet
- Genre : western
- Date de sortie : 1927

## Distribution
- Ted Wells : Jack Roberts
- Garry O'Dell : Malpai Joe
- Buck Connors : John Hale
- Lillian Gilmore : Bess Hale
- Joseph Bennett : Tom Hale
- Wilbur Mack : 'Black' Brody
- Al Ferguson : Shériff